# ساکت الهامی
ساکت الهامی (زادهٔ ۳ خرداد ۱۳۵۰) بازیکن سابق و مربی فوتبال اهل ایران است که هم‌اکنون هدایت باشگاه فوتبال نساجی مازندران را در لیگ برتر خلیج فارس بر عهده دارد.

## دوران مربیگری

### نساجی مازندران
ساکت الهامی در سال ۱۳۹۵ به پیشنهاد امیر قلعه‌نویی سرمربی نساجی مازندران شد که پس از انجام ۳ بازی و کسب تنها یک امتیاز با اعتراض هواداران نساجی از سمت خود استعفا داد و جای خود را به حسین مسگر ساروی داد.

### پدیده مشهد
ساکت الهامی در سال ۱۳۹۷ دستیار یحیی گل‌محمدی در تیم شهر خودرو شد که حضور او با کسب نتایج خوبی همراه شد.

### ماشین‌سازی تبریز
ساکت الهامی در سال ۱۳۹۸ به عنوان دستیار رسول خطیبی در تیم ماشین‌سازی انتخاب شد.

### تراکتور تبریز
ساکت الهامی بعد از جدایی مصطفی دنیزلی از تراکتور و چند هفته سرمربیگری احد شیخ‌لاری، به عنوان سرمربی موقت انتخاب شد و بعد از کسب نتایج خوب به عنوان سرمربی تا آخر فصل در سمت خود ابقا شد و توانست جام حذفی را برای تراکتور به ارمغان بیاورد.

### نساجی مازندران

#### فصل ۱۴۰۰–۱۳۹۹
ساکت الهامی در سال ۱۳۹۹ بار دیگر سکان هدایت نساجی مازندران را به عهده گرفت و توانست این تیم را از منطقه سقوط دور کند و فصل را با جایگاه دوازدهمی به پایان برساند. او در ۱۳ بازی توانست ۲۳ امتیاز کسب کند در حالی که پیش از حضور او به عنوان سرمربی نساجی، این تیم در ۱۴ بازی تنها ۳ امتیاز کسب کرده بود. الهامی در پایان فصل قراردادش را با نساجی تمدید کرد

#### فصل ۰۱–۱۴۰۰
ساکت الهامی فصل بعد در نساجی مازندران با جذب بازیکنانی همچون مسعود شجاعی و علیرضا حقیقی تیمی قدرتمند را روانه رقابت‌ها کرد و رکورد ۱۱ هفته متوالی بدون باخت را ثبت کرد. او توانست با نساجی، قهرمان جام حذفی شود. نساجی با هدایت الهامی در این رقابت‌ها در ۵ بازی تنها ۱ گل دریافت کرد و بدون انجام بازی خانگی جام را به مازندران آورد. او دو هفته بعد از قهرمانی از هدایت نساجی برکنار شد. در بیانیه‌ای که با هماهنگی مدیرعامل باشگاه صادر شده بود، علت برکناری الهامی را انجام رفتار ناشایست پس از شکست مقابل مس رفسنجان عنوان کردند و جزئیات آن را ذکر نکردند. در فضای مجازی به اشتباه شایعه شده بود که او حرکت ناشایستی نسبت به صابر حردانی انجام داده که حردانی در مصاحبه‌ای این ادعا را رد کرد. هیئت‌مدیره باشگاه نیز با رد این ماجرا، علت برکناری الهامی را درگیری لفظی و بگومگوی او با مدیرعامل باشگاه در رختکن دانست.

### هوادار تهران
ساکت الهامی در ۲ تیر ۱۴۰۱ سکان هدایت هوادار را به عهده گرفت.

### مس رفسنجان
ساکت الهامی در ۱ تیر ۱۴۰۲ با قرارداد دو ساله سرمربی مس رفسنجان شد.

### نساجی مازندران
ساکت الهامی در تاریخ ۴ اسفند سال ۱۴۰۲ بار دیگر سکان هدایت نساجی مازندران را بر عهده گرفت.و پس شکست در برابر فولاد در هفته هفدهم لیگ برتر ۱۴۰۳-۱۴۰۴ به دلیل رفتار جنجالی نسبت به یحیی گلمحمدی در کمیته انضباطی به پنج ماه محرومیت محکوم شد که این امر موجب استعفای وی از سکان هدایت نساجی شد.

## افتخارات

### سرمربی
تراکتور تبریز
- جام حذفی فوتبال ایران: ۹۹–۱۳۹۸[۷]

نساجی مازندران
- جام حذفی فوتبال ایران: ۰۱–۱۴۰۰[۲۱]